# Кожубергенов, Даниил Александрович
Даниил Александрович Кожубергенов (Кужебергенов, Кожебергенов, Кожабергенов; 1917, Алма-Ата — 1976, там же) — красноармеец, один из 28 героев-панфиловцев. Когда выяснилось, что Кожубергенов остался жив и на непродолжительное время попал в немецкий плен, его имя в перечне представленных посмертно к званию Героя Советского Союза было заменено на имя однофамильца Алиаскара.

## Биография
Даниил получил начальное образование и устроился работать грузчиком на Алма-Атинскую табачную фабрику. В июле 1941 года его призвали в Красную Армию и зачислили в формирующуюся в городе 316-ю стрелковую дивизию. 16 ноября 4-я рота 2-го батальона 1075-го стрелкового полка, где Кожубергенов служил связным командира Клочкова, вступила в тяжёлый бой у разъезда Дубосеково.
По официальным данным, все 28 оборонявшихся воинов погибли, каждый из них был представлен к награждению званием Героя Советского Союза. Однако Кожубергенов остался жив, на несколько часов попал в плен, откуда бежал к бойцам кавалерийского корпуса Доватора. Вместе с ними он участвовал в боях, а после возвращения в тыл был арестован как сдавшийся с оружием в руках. В июле 1942 года лейтенант НКВД Соловейчик допросил Кожубергенова, который заявил, что в бою не участвовал. В списке представленных к высшей награде Даниил Кожубергенов был заменён на Аскара Кожубергенова. Даниила заключили в Таганскую тюрьму, откуда он попал в маршевую роту. В её составе он участвовал в Битве за Ржев, где был тяжело ранен. После долгого лечения в госпиталях Кожубергенова комиссовали.
После войны он работал истопником в алма-атинском Институте онкологии. Журналист Михаил Митько занялся случаем Кожубергенова и выяснил личность Аскара Кожубергенова. В указе на награждение годом его рождения был указан также 1917, однако на самом деле он родился в 1924 году. Воспитывался в детском доме, в 1938 году был усыновлён Истамбеком Тазабековым. Тазабеков рассказал, что Али-Аскар был призван в армию не ранее января 1942 года, а потому физически не мог участвовать в бою у Дубосеково. Он погиб в небоевой обстановке на Дальнем Востоке, отчим вернул обратно присланную грамоту Героя. В 1966 году «Комсомольская правда» выпустила статью в защиту Даниила, и его вызвали в Москву. Соловейчик заявил, что его заставили выбить признание Кожубергенова о неучастии в бою, и он угрожал тому пистолетом. Генерал Кузовков долго сверял армейскую фотографию Кожубергенова с обезображенным после тяжёлого ранения лицом человека перед ним, после чего отослал Даниила обратно в Алма-Ату.
Даниил Кожубергенов умер 2 февраля 1976 года.

## Свидетельства однополчан
Г. А. Куманёв приводит документальные свидетельства однополчан Д. А. Кожубергенова, в том числе бывшего старшины четвёртой роты:

Я, Дживаго Филипп Трофимович, бывш. старшина 4-й стрелковой роты, роты 28-ми героев-панфиловцев, ныне капитан запаса, знаю тов. КОЖУБЕРГЕНОВА Даниила Александровича - солдата 1075-го стрелкового полка (ныне 23-й стрелковый гвардейский полк), 2-го стрелкового батальона, 4-й роты, 2-го взвода, 1-го отделения - по совместной боевой службе в 316-й стрелковой дивизии (позднее 8-я гвардейская стрелковая дивизия им. Героя Советского Союза генерал-майора И. В. Панфилова).
— 10.04.66 г. (ф. Дживаго) Подпись нач. отдела Техснаба Алма-АтаГЭСстроя Дживаго Филиппа Трофимовича заверяю. Нач. СМУ Алма-АтаГЭСстроя (И. Варламов) (подпись)
Выживший в тяжёлых боях бывший старшина вспоминал о событиях ноября 1941 года, когда по его словам 316 сд «была брошена на Волоколамское направление, где защищала Москву в составе 16-й армии генерала К. К. Рокоссовского»:

Нашей роте было приказано оборонять разъезд Дубосеково, населённые пункты Нелидово и Петелино.
16 ноября 1941 г. ровно в 8-00 утра противник пошёл в наступление на нашу роту. Весь её личный состав, отлично усвоив приказ: «Ни шагу назад, позади Москва», стоял насмерть. Бой длился несколько часов. В то время ротой командовали к-р роты Гундилович, политрук Клочков, я исполнял обязанности к-ра 1-го взвода. Тов. Кожубергенов Д. А. действительно участник боев за оборону разъезда Дубосеково Волоколамского района Московской обл. в составе 28 гвардейцев-панфиловцев, был связным политрука Клочкова. У меня сохранился список роты, где Кожубергенов Д. А. значится под № 32. Никакого Аскара с такой же фамилией у нас не было, о чём и свидетельствую. 
Таким образом, уточняется немаловажная деталь - Д. А. Кожубергенов был связным Клочкова и служил в первом отделении 2-го взвода; Дживаго Ф. Т. был командиром 1-го взвода. Также Г. А. Куманёв приводит свидетельство Г. М. Шемякина:

Я, ШЕМЯКИН Григорий Мелентьевич - Герой Советского Союза, один из 28-ми Гвардейцев-Панфиловцев, подтверждаю, что в боях в районе разъезда Дубосеково, под Москвой, в ноябре месяце 1941 года участвовал Кожубергенов, имени и отчества не знаю, но личность его подтверждаю. После войны, в 1947 году, при нашей встрече мы узнали друг друга и поделились фронтовыми воспоминаниями, что также подтверждает наше совместное участие в боях в вышеуказанном районе.
— /Г. М. Шемякин/ г. Алма-Ата. 4 апреля 1953 года Подпись тов. Г. М. Шемякина заверяю: Начальник Канцелярии Президиума Верховного Совета  Казахской ССР
Третьим свидетелем был И. Д. Шадрин:

Я, ШАДРИН Иван Демидович, Герой Советского Союза, подтверждаю, что в боях в районе разъезда Дубосеково под Москвой, в ноябре 1941 года, с нами вместе, в числе 28 героев-панфиловцев участвовал Кожубергенов Даниил Александрович. Мы вместе призывались в июле 1941 года, вместе поехали на фронт, были в одной роте. При всех встречах я его узнаю, помню в лицо и при воспоминании о боях у нас нет расхождения.
— Подпись Герой Советского Союза — Шадрин Печать

## Память
- На монументе в Алма-Ате фамилия «Кожубергенов» высечена без имени.
- В фильме Двадцать восемь панфиловцев Даниила Кожубергенова сыграл Ким Дружинин.
- Даниил Кожубергенов упомянут в поэме Николая Тихонова «Слово о 28 гвардейцах» на сайте Новой газеты[3].